# A History of Philosophy
A History of Philosophy è una storia della filosofia occidentale scritta dal sacerdote gesuita inglese Frederick Charles Copleston, originariamente pubblicata in nove volumi tra il 1946 e il 1975. Come notato dall'Encyclopedia Britannica, l'opera divenne un "testo filosofico introduttivo standard per migliaia di studenti universitari, in particolare nella sua edizione tascabile statunitense". Dal 2003 fu commercializzato come un'opera in undici volumi con l'aggiunta alla serie di altre due opere precedentemente pubblicate da Copleston.

## Contesto
L'opera fornisce un'ampia copertura della filosofia occidentale dai presocratici fino a John Dewey, Bertrand Russell, George Edward Moore, Jean-Paul Sartre e Maurice Merleau-Ponty.
Originariamente concepito come un'opera in tre volumi che avrebbe dovuto coprire la filosofia antica, medievale e moderna, e scritto per servire come libro di testo da utilizzare nei seminari ecclesiastici cattolici, l'opera fu arricchita progressivamente fino ad occupare i nove volumi pubblicati tra il 1946 e il 1975, per diventare un'opera di riferimento standard per i filosofi e per gli studenti di filosofia fra i quali ebbe un notevole seguito a motivo della sua obiettività.
Nel 2003 due volumi postumi furono aggiunti alla serie editoriale, che in seguito divenne un marchio della casa editrice Bloomsbury Publishing. Il decimo volume, intitolato Russian Philosophy, era già apparso nel 1986 col titolo di Philosophy in Russia. L'undicesimo volume, intitolato Logical Positivism and Existentialism era apparso in precedenza nel 1972 come edizione riveduta, col titolo di Contemporary Philosophy, una raccolta di saggi che era stata data alle stampe nel 1956.
La serie è stata tradotta in italiano, francese, spagnolo, turco, giapponese, cinese, rumeno, polacco e persiano.

## Contenuto
Si riporta di seguito il titolo degli undici volumi e il relativo anno di pubblicazione:
- Volume 1: Greece and Rome ("antica Grecia e Roma", 1946)
- Volume 2: Augustine to Scotus (1950)
- Volume 3: Ockham to Suarez (1953)
- Volume 4: Descartes to Leibniz (1958)
- Volume 5: Hobbes to Hume (1959)
- Volume 6: Wolff to Kant (1960)
- Volume 7: Fichte to Nietzsche (1963)
- Volume 8: Bentham to Russell (1966)
- Volume 9: Maine de Biran to Sartre (1975)
- Volume 10: Russian Philosophy ("Filosofia russa")
- Volume 11: Logical Positivism and Existentialism ("Positivismo logico ed esistenzialismo").

## Accoglienza ed eredità
Esaminando il primo volume nel 1947, George Boas osservò che: "Nessuna delle interpretazioni [ tomistiche di Copleston ] farà molto danno al lettore di questo libro molto accademico. La maggior parte di esse è messa in parentesi, come se fosse stata inserita per avvertire i seminaristi che non devono accogliere ciò che proviene dai pagani. Potrebbero essere tolte, e ne risulterebbe una storia della filosofia antica ad usum infidelium che sarebbe completamente al di sopra delle solite storie. [...] Egli conosce ovviamente il bene della letteratura antica e, se non si fosse sentito obbligato ad essere un moderno Eusebio, avrebbe avuto le conoscenze per scrivere una storia genuina. D'altra parte, è troppo portato a periodizzare e generalizzare. [...] Si può avere solo la massima lode per l'erudizione di padre Copleston; è un peccato che non abbia potuto mettere per iscritto uno studio davvero originale di antiche idee filosofiche”.
Per quanto riguarda l'obiettività dell'opera, Martin Gardner, ripetendo le proprie osservazioni precedenti, notò: "Il sacerdote gesuita Frederick Copleston ha scritto una meravigliosa storia della filosofia in più volumi. Non ho idea di ciò che credeva in merito a qualsiasi dottrina cattolica".
Recensendo Philosophy in Russia del 1986 (venduto, a patire dal 2003 come decimo volume dell'edizione della Continuum), Geoffrey A. Hosking affermò che l'autore era "giusto con i pensatori atei e socialisti quanto lo è con quelli religiosi, con i quali, come membro della Compagnia di Gesù, è presumibilmente più solidale”. E disse che nel complesso si trattava di "un'indagine magistralmente competente". Tuttavia, concluse: "confesso, però, di essere leggermente deluso dal fatto che l'enorme esperienza di Copleston non ha generato alcune intuizioni più originali, e in particolare non lo ha indotto a esaminare la più importante di tutte le questioni pratiche che la filosofia russa pone”.
Nel 2017 la filosofa Christia Mercer accreditò l'opera come "uno studio estremamente ambizioso e mirabilmente chiaro", facendo però presente che, sebbene l'autore includa "mistici come il maestro Eckhart (1260-1328) e eminenti scolastici gesuiti come Francisco Suárez (1548–1617), ignora del tutto gli scritti spirituali riccamente filosofici anche delle più importanti donne del tardo Medioevo, riducendo l'intera filosofia a una serie di grandi uomini, dove ciascuno risponde a quelli che sono venuti prima di lui".
Il filosofo e teologo Benedict M. Ashley paragonò A History of Philosophy ad alcune delle più famose storie della filosofia come segue: "Alcune storie della filosofia, come quella ammirevole di Frederick Copleston, tentano solo di dare un resoconto accurato di varie filosofie nella loro ambientazione storica generale. Altri, come Bertrand Russell nella sua assurda History of Western Philosophy o Etienne Gilson nel suo brillante The Unity of Philosophical Experience, offrono un argomento per una particolare posizione filosofica".
Il The Washington Post chiosò: "Il resoconto di Copleston della filosofia occidentale è stato a lungo un riferimento standard, più familiare agli studenti come una serie di snelli tascabili delle dimensioni di un rack. Copleston scrive con gradita chiarezza, ma senza il leggero appiattimento culturale dell'accattivante Story of Philosophy di Will Durant o i pregiudizi della provocatoria History of Western Philosophy di Bertrand Russell. In altre parole, i volumi di Copleston sono ancora il punto di partenza per chiunque sia interessato a seguire le speculazioni dell'uomo su se stesso e sul suo mondo".
Gerard J. Hughes nella The New Catholic Encyclopedia descrisse l'opera come "un modello di chiarezza, obiettività e accuratezza accademica, insuperabile nella sua accessibilità ed equilibrio".
The Cambridge Encyclopedia of the Jesuits affermò: "[Una storia] monumentale in nove volumi [...] pubblicata tra il 1946 e il 1974, per la quale [Copleston] avrebbe ricevuto ampi consensi. Descritta dal Times di Londra come 'la migliore storia a tutto tondo del pensiero filosofico dai presocratici a Sartre' (2 aprile 1994), la storia di Copleston divenne famosa per l'erudizione, la portata globale del suo contenuto e la posizione relativamente oggettiva dalla quale proveniva lo scritto”.
The Review of Metaphysics, rivista academica trimestrale fondata ne 1947 dall’Università Cattolica d'America e sottoposta a revisione paritaria, definì Copleston come “[lo] storico della filosofia più noto nel mondo di lingua inglese e un uomo a cui molti sono debitori".
Jon Cameron (Università di Aberdeen): "Fino ad oggi la storia di Copleston rimane un risultato monumentale e rimane fedele agli autori di cui discute essendo un'opera in esposizione"
Al settembre 1979, il Washington Post riportava che “l'opera multi-volume "[A] History of Philosophy" di Frederick Copleston, best seller della Image/Doubleday (nove parti, 17 volumi), ha venduto complessivamente 1.6 milioni di copie".

## Edizioni
- Frederick Copleston, A History of Philosophy Vols 1-11, Gran Bretagna, Continuum, 2003, ISBN 978-0826469489.
- Frederick Copleston, A History of Philosophy, New York, USA, Image Books (Doubleday), 1962–1975.
- Frederick Copleston, Historia de la filosofía, Barcellona, Editorial Ariel, 2000–2004, ISBN 978-84-344-8700-0.